# 스고로촌
스고로촌(須頃村)은 니가타현 미나미칸바라군에 설치되었던 촌이다.